# Joop Burgers
Johannes Theodorus ("Joop") Burgers (Amsterdam, 25 april 1940) is een voormalig Nederlands voetballer, trainer en international.
Burgers begon als jeugdspeler bij DWV in Amsterdam. In 1960 verhuisde hij naar DWS waarmee hij in 1964 kampioen van Nederland werd. Hij speelde op 17 oktober 1965 een keer in het Nederlands elftal, dat op die dag onder leiding van de Engelse bondscoach Denis Neville met 0-0 gelijkspeelde tegen Zwitserland in een WK-kwalificatiewedstrijd.
In 1969 verruilde hij DWS voor Haarlem waar hij nog vier seizoenen voetbalde om in 1973 zijn actieve loopbaan af te sluiten.
Hij is de vader van de latere handbal-international Natasja Burgers en de zwager van voetballer Rinus Israël. Na zijn voetbalcarrière pakte hij zijn beroep als stratenmaker weer op en werd actief als trainer in het Amsterdamse amateurvoetbal. Hij begon als jeugdtrainer bij DWV waarna Spaarnwoude zijn eerste club als hoofdcoach werd.
Hij kende succesvolle jaren, zoals bij De Spartaan en OSV die hij naar de amateurtop bracht. Bij OSV zou hij verdeeld over twee periodes tien jaar blijven. 
In het seizoen 1987/88 werd hij door de KNVB voor een halfjaar geschorst nadat hij in aanvaring kwam met de scheidsrechter. Het incident gebeurde op 1 november 1987 in de uitwedstrijd tegen ADO'20.
In februari 1999 keerde hij nog even terug bij OSV om de club uit de brand te helpen.

## Statistieken
| Seizoen | Club    | Land      | Competitie     | Wed. | Goals |
| ------- | ------- | --------- | -------------- | ---- | ----- |
| 1960/61 | DWS     | Nederland | Eredivisie     | 1    | 0     |
| 1961/62 | DWS     | Nederland | Eredivisie     | 7    | 0     |
| 1962/63 | DWS     | Nederland | Eerste divisie | 10   | 2     |
| 1963/64 | DWS     | Nederland | Eredivisie     | 21   | 1     |
| 1964/65 | DWS     | Nederland | Eredivisie     | 27   | 0     |
| 1965/66 | DWS     | Nederland | Eredivisie     | 30   | 2     |
| 1966/67 | DWS     | Nederland | Eredivisie     | 11   | 2     |
| 1967/68 | DWS     | Nederland | Eredivisie     | 15   | 0     |
| 1968/69 | DWS     | Nederland | Eredivisie     | 6    | 0     |
| 1969/70 | Haarlem | Nederland | Eredivisie     | 34   | 0     |
| 1970/71 | Haarlem | Nederland | Eredivisie     | 34   | 3     |
| 1971/72 | Haarlem | Nederland | Eerste divisie | 30   | 4     |
| 1972/73 | Haarlem | Nederland | Eredivisie     | 3    | 0     |
| Totaal  | Totaal  | Totaal    | Totaal         | 229  | 14    |